# ETTU Champions League 2021/22
Die ETTU Champions League 2021/22 war die 24. Austragung des internationalen Tischtennisturniers. Titelverteidiger war Borussia Düsseldorf. Am 3. März 2022 wurden die in der Konkurrenz verbliebenen russischen Mannschaften TTSC UMMC und Fakel Orenburg von der European Table Tennis Union (ETTU) wegen des russischen Überfalls auf die Ukraine vom Wettbewerb ausgeschlossen, am 5. August wurde das Turnier ohne Sieger für beendet erklärt.

## Gruppenphase

### Erste Runde
Gruppe A12. bis 14. September 2021
| Pl. | Verein                     | S | N | Spiele | Pkt. |
| --- | -------------------------- | - | - | ------ | ---- |
| 1.  | CTT Borges                 | 3 | 0 | 9:3    | 6    |
| 2.  | AS Pontoise-Cergy TT       | 2 | 1 | 8:4    | 5    |
| 3.  | GDCS Juncal                | 1 | 2 | 5:7    | 4    |
| 4.  | CSS-SZAK Odorheiu Secuiesc | 0 | 3 | 1:9    | 3    |

|            | Spanien | Frankreich | Portugal | Rumänien |
| ---------- | ------- | ---------- | -------- | -------- |
| Spanien    | —       | 3:2        | 3:1      | 3:0      |
| Frankreich |         | —          | 3:1      | 3:0      |
| Portugal   |         |            | —        | 3:1      |
| Rumänien   |         |            |          | —        |

Gruppe B15. bis 17. September 2021
| Pl. | Verein            | S | N | Spiele | Pkt. |
| --- | ----------------- | - | - | ------ | ---- |
| 1.  | TTC Neu-Ulm       | 3 | 0 | 9:1    | 6    |
| 2.  | SPG Wels          | 2 | 1 | 6:6    | 5    |
| 3.  | PTE PEAC Kalo-Meh | 1 | 2 | 6:8    | 4    |
| 4.  | TTC Sokah Hoboken | 0 | 3 | 3:9    | 3    |

|             | Deutschland | Osterreich | Ungarn | Belgien |
| ----------- | ----------- | ---------- | ------ | ------- |
| Deutschland | —           | 3:0        | 3:1    | 3:0     |
| Osterreich  |             | —          | 3:2    | 3:1     |
| Ungarn      |             |            | —      | 3:2     |
| Belgien     |             |            |        | —       |

Gruppe C15. bis 17. September 2021
| Pl. | Verein           | S | N | Spiele | Pkt. |
| --- | ---------------- | - | - | ------ | ---- |
| 1.  | KS Działdowo     | 3 | 0 | 9:3    | 6    |
| 2.  | Top Spin Messina | 2 | 1 | 6:5    | 5    |
| 3.  | TTC Ostrava      | 1 | 2 | 6:7    | 4    |
| 4.  | TTSC UMMC-ELEM   | 0 | 3 | 3:9    | 3    |

|            | Polen | Italien | Tschechien | Russland |
| ---------- | ----- | ------- | ---------- | -------- |
| Polen      | —     | 3:0     | 3:1        | 3:2      |
| Italien    |       | —       | 3:2        | 3:0      |
| Tschechien |       |         | —          | 3:1      |
| Russland   |       |         |            | —        |

Gruppe D15. bis 17. September 2021
| Pl. | Verein               | S | N | Spiele | Pkt. |
| --- | -------------------- | - | - | ------ | ---- |
| 1.  | TTC Wiener Neustadt  | 3 | 0 | 9:3    | 6    |
| 2.  | SF SKK El Niňo Praha | 2 | 1 | 7:4    | 5    |
| 3.  | Irun Leka Enea       | 1 | 2 | 4:8    | 4    |
| 4.  | STK Starr Varaždin   | 0 | 3 | 4:9    | 3    |

|            | Osterreich | Tschechien | Spanien | Kroatien |
| ---------- | ---------- | ---------- | ------- | -------- |
| Osterreich | —          | 3:1        | 3:0     | 3:2      |
| Tschechien |            | —          | 3:1     | 3:0      |
| Spanien    |            |            | —       | 3:2      |
| Kroatien   |            |            |         | —        |

### Zweite Runde
Gruppe A3. bis 5. November 2021
| Pl. | Verein              | S | N | Spiele | Pkt. |
| --- | ------------------- | - | - | ------ | ---- |
| 1.  | Borussia Düsseldorf | 3 | 0 | 9:0    | 6    |
| 2.  | Sporting Lissabon   | 1 | 2 | 5:7    | 4    |
| 3.  | CTT Borges          | 1 | 2 | 4:7    | 4    |
| 4.  | SPG Wels            | 1 | 2 | 4:8    | 4    |

|             | Deutschland | Portugal | Spanien | Osterreich |
| ----------- | ----------- | -------- | ------- | ---------- |
| Deutschland | —           | 3:0      | 3:0     | 3:0        |
| Portugal    |             | —        | 3:1     | 2:3        |
| Spanien     |             |          | —       | 3:1        |
| Osterreich  |             |          |         | —          |

Gruppe B4. bis 6. November 2021
| Pl. | Verein              | S | N | Spiele | Pkt. |
| --- | ------------------- | - | - | ------ | ---- |
| 1.  | TTSC UMMC           | 2 | 1 | 8:4    | 5    |
| 2.  | GV Hennebont        | 2 | 1 | 8:6    | 5    |
| 3.  | Top Spin Messina    | 2 | 1 | 7:7    | 5    |
| 4.  | TTC Wiener Neustadt | 0 | 3 | 3:9    | 3    |

|            | Russland | Frankreich | Italien | Osterreich |
| ---------- | -------- | ---------- | ------- | ---------- |
| Russland   | —        | 2:3        | 3:1     | 3:0        |
| Frankreich |          | —          | 2:3     | 3:1        |
| Italien    |          |            | —       | 3:2        |
| Osterreich |          |            |         | —          |

Gruppe C5. bis 7. November 2021
| Pl. | Verein               | S | N | Spiele | Pkt. |
| --- | -------------------- | - | - | ------ | ---- |
| 1.  | 1. FC Saarbrücken    | 3 | 0 | 9:2    | 6    |
| 2.  | KS Działdowo         | 2 | 1 | 7:3    | 5    |
| 3.  | Roskilde Bordtennis  | 1 | 2 | 3:8    | 4    |
| 4.  | AS Pontoise-Cergy TT | 0 | 3 | 3:9    | 3    |

|             | Deutschland | Polen | Danemark | Frankreich |
| ----------- | ----------- | ----- | -------- | ---------- |
| Deutschland | —           | 3:1   | 3:0      | 3:1        |
| Polen       |             | —     | 3:0      | 3:0        |
| Danemark    |             |       | —        | 3:2        |
| Frankreich  |             |       |          | —          |

Gruppe D5. bis 7. November 2021
| Pl. | Verein               | S | N | Spiele | Pkt. |
| --- | -------------------- | - | - | ------ | ---- |
| 1.  | Fakel Orenburg       | 3 | 0 | 9:3    | 6    |
| 2.  | TTC Neu-Ulm          | 2 | 1 | 8:5    | 5    |
| 3.  | Bogoria Grodzisk     | 1 | 2 | 5:7    | 4    |
| 4.  | SF SKK El Niňo Praha | 0 | 3 | 2:9    | 3    |

|             | Russland | Deutschland | Polen | Tschechien |
| ----------- | -------- | ----------- | ----- | ---------- |
| Russland    | —        | 3:2         | 3:1   | 3:0        |
| Deutschland |          | —           | 3:1   | 3:1        |
| Polen       |          |             | —     | 3:1        |
| Tschechien  |          |             |       | —          |

## Finalrunde
|  | Viertelfinale       | Viertelfinale                  |                     |   | Halbfinale | Halbfinale |  |  | Finale | Finale |
|  |                     |                                |                     |   |            |            |  |  |        |        |
|  | Borussia Düsseldorf | 6                              |                     |   |            |            |  |  |        |        |
|  | KS Działdowo        | 2                              |                     |   |            |            |  |  |        |        |
|  | KS Działdowo        | 2                              | Borussia Düsseldorf | 6 |            |            |  |  |        |        |
|  |                     |                                | Borussia Düsseldorf | 6 |            |            |  |  |        |        |
|  |                     | 1. FC Saarbrücken              | 1                   |   |            |            |  |  |        |        |
|  | GV Hennebont        | 1. FC Saarbrücken              | 1                   | 2 |            |            |  |  |        |        |
|  | GV Hennebont        |                                |                     | 2 |            |            |  |  |        |        |
|  | 1. FC Saarbrücken   | 6                              |                     |   |            |            |  |  |        |        |
|  |                     |                                | Borussia Düsseldorf |   |            |            |  |  |        |        |
|  |                     | kein Gegner (Disqualifikation) |                     |   |            |            |  |  |        |        |
|  | TTSC UMMC           | 6                              |                     |   |            |            |  |  |        |        |
|  | TTC Neu-Ulm         | 0                              |                     |   |            |            |  |  |        |        |
|  | TTC Neu-Ulm         | 0                              | TTSC UMMC           |   |            |            |  |  |        |        |
|  |                     |                                |                     |   |            |            |  |  |        |        |
|  |                     | Fakel Orenburg                 |                     |   |            |            |  |  |        |        |
|  | Sporting Lissabon   | 0                              |                     |   |            |            |  |  |        |        |
|  | Sporting Lissabon   | 0                              |                     |   |            |            |  |  |        |        |
|  | Fakel Orenburg      | 6                              |                     |   |            |            |  |  |        |        |

### Viertelfinale
| Datum             |                   | Gesamt |                     | Hinspiel | Rückspiel |
| ----------------- | ----------------- | ------ | ------------------- | -------- | --------- |
| 12.01./23.01.2022 | KS Działdowo      | 2:6    | Borussia Düsseldorf | 0:3      | 2:3       |
| 11.01./21.01.2022 | GV Hennebont      | 2:6    | 1. FC Saarbrücken   | 0:3      | 2:3       |
| 13.01./19.01.2022 | TTC Neu-Ulm       | 0:6    | TTSC UMMC           | 0:3      | 0:3       |
| 12.01./21.01.2022 | Sporting Lissabon | 0:6    | Fakel Orenburg      | 0:3      | 0:3       |

### Halbfinale
| Datum             |                   | Gesamt |                     | Hinspiel | Rückspiel |
| ----------------- | ----------------- | ------ | ------------------- | -------- | --------- |
| 20.02./03.03.2022 | 1. FC Saarbrücken | 1:6    | Borussia Düsseldorf | 0:3      | 1:3       |
| 16.02.2022        | TTSC UMMC         | —      | Fakel Orenburg      | 1:3      | —         |

Als Reaktion auf den russischen Überfall auf die Ukraine wurden alle russischen Vereine am 3. März 2022 mit sofortiger Wirkung von den europäischen Vereinswettbewerben im Tischtennis ausgeschlossen, sodass Borussia Düsseldorf als Sieger der zweiten Halbfinalbegegnung zum Champions-League-Sieger erklärt wurde. Diese Entscheidung wurde jedoch im August revidiert und das Turnier von der ETTU vorzeitig ohne Sieger für beendet erklärt.
| 20. Februar 2022 14:00 Uhr Bericht | 1. FC Saarbrücken | 0:3 | Borussia Düsseldorf | Joachim-Deckarm-Halle, Saarbrücken |
|                                    | Spieleübersicht   |     |                     |                                    |
| Patrick Franziska                  | Patrick Franziska | 2:3 | Dang Qiu            | 7:11, 5:11, 11:9, 13:11, 3:6       |
| Darko Jorgić                       | Darko Jorgić      | 1:3 | Anton Källberg      | 10:12, 11:8, 8:11, 13:15           |
| Tomáš Polanský                     | Tomáš Polanský    | 0:3 | Timo Boll           | 6:11, 7:11, 9:11                   |

| 3. März 2022 19:00 Uhr Bericht | Borussia Düsseldorf | 3:1 | 1. FC Saarbrücken | ARAG CenterCourt, Düsseldorf |  |
|                                | Spieleübersicht     |     |                   |                              |  |
| Dang Qiu                       | Dang Qiu            | 3:1 | Darko Jorgić      | 14:12, 12:10, 7:11, 11:2     |  |
| Timo Boll                      | Timo Boll           | 2:3 | Patrick Franziska | 6:11, 8:11, 11:9, 13:11, 2:6 |  |
| Anton Källberg                 | Anton Källberg      | 3:1 | Tomáš Polanský    | 11:6, 11:5, 7:11, 13:11      |  |
| Dang Qiu                       | Dang Qiu            | 3:1 | Patrick Franziska | 10:12, 11:9, 12:10, 12:10    |  |